# Champion (abbigliamento)
Champion è un'azienda statunitense produttrice di calzature, abbigliamento e attrezzature sportive. Fondata nel 1919, la sua sede principale si trova a Winston-Salem nella Carolina del Nord. Prima dell'acquisizione da parte di Sara Lee Corp., la sede principale della società era a Rochester.
L'azienda fu fondata nel 1919 dai fratelli Feinbloom con il nome di "Knickerbocker Knitting Company". L'azienda firmò un accordo con i Michigan Wolverines per produrre le uniformi per le loro squadre. Negli anni '30 la società fu ribattezzata "Champion Knitting Mills Inc.". Poco dopo, i prodotti Champion sarebbero stati adottati dall'Accademia militare statunitense per essere utilizzati durante gli allenamenti e le lezioni di educazione fisica.
Champion ha prodotto uniformi per tutte le squadre NBA negli anni '90 e anche per alcune squadre della NFL negli anni '80 e '90. Ha anche prodotto abbigliamento sportivo per molte università. Champion è stato il fornitore della squadra di basket olimpica statunitense che ha partecipato alle Olimpiadi estive del 1992. Più raro il suo impegno nel mondo del calcio; meritano di essere ricordate le sue sponsorizzazioni per il Parma dal 1999 al 2005 e quella per il Sochaux.